# عز الدين الخطابي
عز الدين الخطابي أكاديمي ومترجم مغربي، أستاذ باحث بالمدرسة العليا للأساتذة بمكناس، شعبة الفلسفة، ومنسق مسلك ماستر الفلسفة والتربية.
أصدر العديد من المؤلفات في مجالات التربية والفلسفة والاجتماع، من بينها: «سوسيولوجيا التقليد والحداثة بالمجتمع المغربي» (2001)، «مسارات الدرس الفلسفي بالمغرب» (2002)، «أسئلة الحداثة ورهاناتها» (2009). كما ترجم عدة أعمال لمفكرين وفلاسفة، من ضمنها: عن «الحق في الفلسفة» لجاك دريدا (2010)، «المغرب المجهول» لأوغست مولييراس، و«المعلم الجاهل» لجاك رانسيير (2014).

## مسيرته
حاصل على الدكتوراه في الإثنولوجيا من جامعة نيس بفرنسا سنة 1990. عضو بهيئة تحرير مجلات: عالم التربية، ودفاتر التربية والتكوين. 
عضو اتحاد كتاب المغرب، وعضو بالهيئة الاستشارية لمجلة «فلسفة»، وكذلك عضو بالجمعية المغربية لحقوق الإنسان، وشغل منصب الرئيس السابق للجمعية المغربية لمدرسي الفلسفة (فرع فاس) في الفترة ما بين 1996-2001. 
لديه مساهمات عديدة بالمجلات الوطنية والعربية مثل: فكر ونقد، مدارات فلسفية، اختلاف، علامات، الصورة، كتابات معاصرة، علامات في النقد، نوافذ الثقافة البحرينية، نزوى، دراسات عربية، الفكر العربي، وغيرها.
يشتغل عز الدين الخطابي على واجهتين: الأولى تأليفية تنطلق من مساءلة التراث الفلسفي في كل لغاته، لأجل استنهاض الإبداع الفلسفي العربي والمغربي وفتح أبوابه، والثانية تتعلق بالترجمة كمثاقفة للتعريف بثقافة الآخر والدخول معه في حوار وجدال.

## أعماله
- مدخل إلى فلسفة جاك ديريدا / تأليف سارة كوفمان – روجي لابورت، ترجمة: عز الدين الخطابي وإدربس كثير، دار إفريقيا الشرق، البيضاء، ط. أولى سنة 1991، ط. ثانية سنة 1994.

- درس الفلسفة / تأليف: جاك ديريدا – سارة كوفمان – فرانسوا جان دي شاتليه، ترجمة: عز الدين الخطابي وإدربس كثير، المغاربية إتقان، سلا، 1998

- سينما البلدان النامية بين التهميش وتأكيد الذات / ترجمة بالاشتراك مع عبد الإله الجوهري، مطبعة كوثر، الرباط، 2000.

- الحريم وأبناء العم تاريخ النساء في مجتمعات المتوسط / تأليف: جرمين تيليون، ترجمة: عز الدين الخطابي وإدريس كثير، دار الساقي/ لندن، 2000 .

- سوسيولوجيا التقليد والحداثة بالمجتمع المغربي، منشورات عالم التربية، الطبعة الأولى 2001.

- أسئلة الفلسفة المغربية (بالاشتراك مع إدريس كثير)، منشورات الزمن، الرباط، 2000.

- مسارات الدرس الفلسفي بالمغرب (تأليف)، منشورات عالم التربية، الدار البيضاء، 2002

- محمد عبد الكريم الخطابي القائد الوطني (تأليف)، منشورات تيفراز الريف، الرباط، 2003

- هايدجر والنازية (نصوص مترجمة لهابرماس) منشورات عالم التربية، الدار البيضاء، 2005

- حوار الفلسفة والسينما (نصوص مترجمة)، منشورات عالم التربية، الدار البيضاء، 2006

- أسئلة الحداثة ورهاناتها (تأليف)، الدار العربية للعلوم ناشرون، بيروت 2009

- جاك دريدا، عن الحق في الفلسفة (ترجمة)، المنظمة العربية للترجمة، مركز دراسات الوحدة العربية، بيروت، 2010
- بلاد الشمس الساطعة : رحلة إلى الشرق، تأليف: لويز كولي (ترجمة)، 2010.

- غيوم سيبرتان بلان، الفلسفة السياسية في القرنين التاسع عشر والعشرين (ترجمة)، المنظمة العربية للترجمة، مركز دراسات الوحدة العربية، بيروت، 2011.
- الذاكرة: أسرارها وآلياتها، تأليف: لوران بوتي (ترجمة)، 2012.
- أين تختبئ المادة السوداء؟، تأليف: آلان بوكيه (ترجمة)، 2014.
- كيف نسمع؟، تأليف: جيرالد فان (ترجمة)، 2014.
- كيف نشيخ ولماذا؟، تأليف: مارك بيو (ترجمة)، 2014.
- نيوتن أو انتصار الخيمياء، تأليف: :جان بول أوفري (ترجمة)، 2016.
- السديم، تأليف: إيفار إيكلاند (ترجمة)، 2016.
- اكتشاف السماء لعبة أطفال، تأليف: ميريي هارتمان (ترجمة)، 2017.
- قضية الأولمبيا: أسرار تيودور فوليفو الرياضية، تأليف: ميكائيل لوني (ترجمة)، 2017.
- المنطق، تأليف: جيل دويك (ترجمة)، 2018.[3]

## روابط خارجية
- صفحة عز الدين الخطابي على موقع goodreads.com